# Elkötelezett buddhizmus
Az elkötelezett buddhizmus vagy hosszabb nevén társadalmilag elkötelezett buddhizmus azokra a buddhistákra vonatkozik, akik a meditációs gyakorlatokból és a dharmából (buddhista tanítások) szerzett tudásukat fel kívánják használni társadalmi, politikai, környezetvédelmi és gazdasági igazságtalanságok orvoslására. A mozgalom a vietnámi zen buddhista tanító, Thích Nhất Hạnh kezdeményezéséből indult, majd vált népszerűvé a Nyugaton is.

## Eredete
A kifejezés a vietnámi Thích Nhất Hạnh buddhista mestertől ered, akire nagy hatással volt a kínai humanisztikus buddhizmus reformmozgalom, amelyet Taj-hszu és Jin-sun kezdtek, majd Cseng Jen és Hszing Jun terjesztették el Tajvanban. A vietnámi háború során igyekeztek enyhíteni a körülöttük tapasztalható szörnyűségeken és az emberek szenvedésein. Ezt a munkát a meditációjuk és a tudatosság gyakorlatuk részének tekintették. Thics Nhat Hanh megfogalmazta az elkötelezett buddhizmus 14 pontos fogadalmát.
| A tizennégy fogadalom |
| --- |
| 1) Ne légy bálványimádó vagy valamelyik tan, elmélet vagy ideológia kötelezettje, még a buddhizmusé sem. A buddhista gondolatrendszerek irányelvek, amelyek nem abszolút igazságok. |
| 2) Ne gondolt azt, hogy a tudás, amelynek jelenleg birtokában vagy valami megváltozhatatlan, abszolút igazság. Kerüld a szűklátókörűséget és a jelenlegi nézetekhez való kötődést. Tanuld meg és gyakorold a nézetekhez való nem ragaszkodást, annak érdekében, hogy képes legyél befogadni mások nézőpontjait. Az igazság az életben keresendő, nem holmi fogalmi tudásban. Légy hajlandó egész életedben tanulni és megfigyelni a valóságot magadban és a világban minden pillanatban. |
| 3) Semmilyen körülmények között ne próbálj másokat hatalommal, fenyegetéssel, pénzzel, propagandával vagy akár oktatással rávenni, hogy a te nézeteidet átvegyék, beleértve a gyerekeket is. Segíts viszont másoknak együtt érző párbeszéden keresztül, hogy letegyenek a fanatizmusról és a szűklátókörűségről. |
| 4) Ne kerüld a szenvedést és ne fordítsd el a fejed, ha mások szenvednek. Ne veszítsd szem elől a világban tapasztalható szenvedés létezésének tényét. Találj módot rá, hogy együtt lehess azokkal, akik szenvednek, személyes kapcsolatok, látogatások, képek és hangok segítségével. Ily módon vetesd észre magaddal és másokkal a világban tapasztalható szenvedések valóságát. |
| 5) Ne halmozz vagyont mindaddig, amíg milliók éheznek. Ne tedd meg életcélként a hírnevet, a nyereséget, a vagyont vagy az érzéki örömöket. Élj egyszerűen és oszd meg idődet, energiádat és anyagi forrásaidat azokkal, akik szükséget szenvednek. |
| 6) Ne tartogasd a haragot vagy a gyűlöletet. Tanulj meg áthatolni rajtuk és tanuld meg átalakítani azokat, még amikor a tudatodban csak a csíraként vannak jelen. Amint fellépnek, fordítsd a figyelmedet a légzés felé, hogy megérthesd a gyűlöleted természetét. |
| 7) Ne engedd szétszóródni a tudatodat. A tudatos légzés gyakorlásával térj vissza az itt és most pillanatába. Maradj kapcsolatban a benned és a körülötted lévő csodálatos, frissítő és gyógyító dolgokkal. Az öröm, a béke és a megértés magvait ültesd el magadban, hogy könnyebben alakíthasd át a tudatod mélységeit. |
| 8) Ne ejts ki olyan szavakat, amelyek viszályt szíthatnak vagy egy közösség felbomlásához vezethetnek. Tégy erőfeszítést annak érdekében, hogy minden konfliktus megbékéléshez és megoldáshoz vezessen, bármilyen apró dologról is legyen szó. |
| 9) Ne állíts igaztalan dolgokat saját érdekből vagy azért, hogy lenyűgözz másokat. Ne ejts ki olyan szavakat, amelyek megosztanak másokat vagy gyűlöletet szítanak. Ne terjessz olyan híreket, amelyekről te magad nem ismersz bizonyosan. Ne kritizálj vagy ítélj el olyan dolgokat, amelyekben nem vagy biztos. Mindig igazságosan és építő jelleggel beszélj. Légy bátor és vállald fel az igazságtalanság elleni felszólalást, még akkor is, ha az veszélyezteti a saját biztonságodat. |
| 10 Ne használd a buddhista közösséget saját nyereség reményében és ne alakítsd át a közösséget politikai párttá. Azonban egy vallásos közösségnek szükséges világosan állást foglalnia az elnyomás és az igazságtalanság ellen és küzdenie kell annak érdekében, hogy megváltozzon a helyzet fizikai erőszak alkalmazása nélkül. |
| 11) A hivatásod ne legyen ártalmas az emberekre vagy a természetre. Ne fektess be olyan cégekbe, amelyek ellehetetlenítenek más embereket. Olyan hivatást válassz, amelyben megvalósíthatód az együttérzés ideálját. |
| 12) Ne ölj! Ne engedd, hogy mások öljenek! Minden lehetséges eszközzel védd az életet és akadályozd meg a háborút. |
| 13) Ne birtokolj semmi olyat, amely más tulajdona. Tiszteld mások tulajdonát, de akadályozd meg, hogy mások az emberi szenvedésből vagy más földi élőlények szenvedéseiből profitáljanak. |
| 14) Ne bánj rosszul a saját testeddel. Tisztelettel bánj vele. Ne csak eszközként tekints a testedre. Az Út megvalósítása érdekében őrizd meg az életenergiáidat (szexuális, légző és spirituális). (Azon testvéreinknek, akik nem szerzetesek vagy apácák:) Szeretet és elkötelezettség nélkül ne szeretkezz. Nem életet élők legyenek tisztában az esetlegesen okozható jövőbeni szenvedéseknek. Mások boldogságának megőrzése érdekében tiszteld mások jogait és elköteleződéseit. Légy teljes tudatában annak felelősségével, amely egy új élet világra hozásával jár. Meditálj a világ fölött, amelyre új életet szeretnél hozni. |

## Nyugati társadalmilag elkötelezett buddhizmus
Ahogy a Keleten, úgy a Nyugaton is az elkötelezett buddhizmus is a buddhista meditáció és a társadalmi cselekvés összekapcsolása. A jelenlegi dalai láma hangot adott annak, hogy szükség van rá, hogy a buddhisták jobban részt vegyenek a társadalmi és politikai színtéren.
|  | „1998-ban a Dalai láma az indiai Bodh-Gaja városában tartandó elvonuláson ...azt mondta a buddhista-keresztény párbeszéden résztvevőknek, hogy a buddhisták olykor nem cselekedtek élénken a szociális és politikai problémák megoldásában. Azt mondta a csoportunknak, hogy “ebben a tekintetben sokat tanulnivalónk van a keresztény testvéreinktől.”” |
|  | |

Az olyan szervezetek, mint a Buddhista békepartnerség (Buddhist Peace Fellowship), az Elkötelezett Buddhisták Nemzetközi Hálózata (International Network of Engaged Buddhists) és a Zen béketeremtők (Zen Peacemakers) az elkötelezett buddhizmus mozgalmának építésével foglalkoznak.
A mozgalom kiemelkedő alakjai közé tartozik Robert Aitken Roshi, Joanna Macy, Gary Snyder, Alan Senauke, Sulak Sivaraksa, Maha Ghosananda, Sylvia Wetzel, Joan Halifax, Tara Brach, Taigen Dan Leighton, Ken Jones és Bhikkhu Bodhi.

## Külső hivatkozások
- Az elkötelezett gyakorlat
- Buddhista Békepartnerség
- Zen béketeremtők
- Elkötelezett Buddhisták Nemzetközi Hálózata
- Buddhista Szervezetek Hálózata (UK)
- Amida Trust - hivatalos oldal
- Sulak Sivaraksa: egy társadalmilag elkötelezett buddhizmus
- az elkötelezett zen alapítvány
- Buddhist Global Relief